# Tenalha

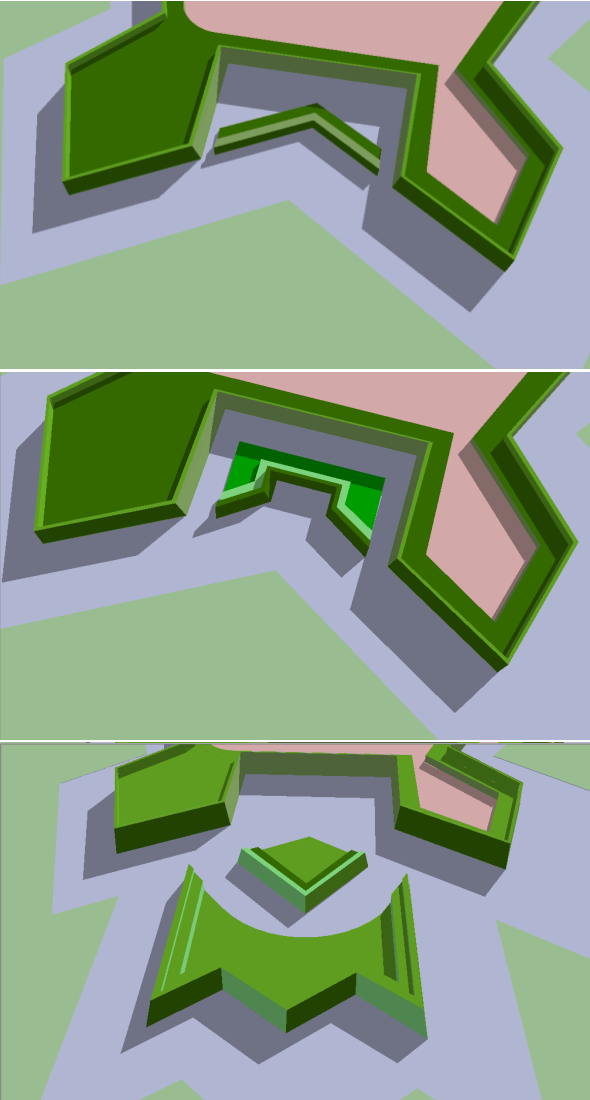
Esquemas de vários tipos de tenalhas. De cima para baixo
1) Tenalha simples;
2) Hornaveque de braços curtos;
3) Chapéu de bispo (avançado em relação a um revelim).

Em arquitetura militar, a tenalha (do Francês tenaille, significando "tenaz") é uma obra exterior de uma fortificação abaluartada, que consiste numa estrutura defensiva pouco relevada, com duas faces reentrantes. A tenalha é construída, no fosso, no exterior de uma cortina - entre os flancos de dois baluartes consecutivos - destinando-se a uma defesa avançada dos reparos.
Existem dois tipos de tenalhas: a tenalha simples e a tenalha composta (ou chapéu de bispo).

## Tenalha simples
A tenalha simples apresenta apenas um ângulo reentrante, com as faces convergentes ou a estreitarem acentuadamente para o interior. Podia apresentar-se sob forma de hornaveque de braços curtos (dois meio-baluartes unidos por uma cortina). A tenalha simples era construída junto à cortina, recuada em relação a um, eventual, revelim.

## Chapéu de bispo
A tenalha composta - conhecida também por "chapéu de bispo" em virtude da sua planta se assemelhar a uma mitra espiscopal - apresenta dois ou três ângulos reentrantes. Ao contrário da tenalha simples, o chapéu de bispo apresenta-se avançado em relação ao revelim que protege a cortina correspondente.